# Спудеї
Спудеї (грец. σπουδαίοι — старанний) — назва в Україні в XVI–XVIII сторіччях учнів братських шкіл, колеґій та середніх і нижчих класів Києво-Могилянської Академії.
В XXI ст. ця назва використовується в Національному університеті «Києво-Могилянська академія» на позначення студентів цього вишу, а також існує студентська громадська організація «Спудейське братство НаУКМА». В Національному університеті «Острозька академія» орган студентського самоврядування називається «Братство спудеїв». Неформально це слово іноді також використовується загалом на позначення студентів українських вищих навчальних закладів.